# Espagnolopsis
Espagnolopsis is een geslacht van rechtvleugeligen uit de familie Episactidae. De wetenschappelijke naam van dit geslacht is voor het eerst geldig gepubliceerd in 1997 door Perez-Gelabert, Hierro & Otte.

## Soorten
Het geslacht Espagnolopsis omvat de volgende soorten:
- Espagnolopsis breviptera Perez-Gelabert, Hierro & Otte, 1997
- Espagnolopsis exaltata Perez-Gelabert & Rowell, 2006
- Espagnolopsis ornatipennis Perez-Gelabert, Hierro & Otte, 1997